# Маленький Ісусик

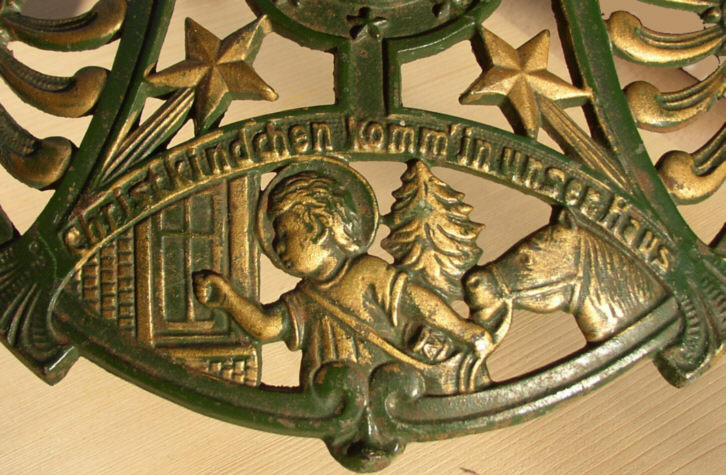
Зображення «Маленького Ісусика»

Маленький Ісусик (Дитятко Ісус) — традиційний дарувальник подарунків дітям на Різдво в Чехії, Словаччині, Хорватії, Угорщини, Австрії, частині Німеччини та Польщі,  в Ліхтенштейні, Швейцарії, Італії, Португалії, південній Бразилії і в місцевості Акадіана штату Луїзіана. У Чехії його називають Єжишек (Ježíšek), у Словаччині — Єжишко (Ježiško), у Польщі  — Dzieciątko (Верхня Сілезія), Aniołek (Малопольща) в Італії — Бамбіно Джезу (Bambino Gesù), в Угорщині — Jézuska, у Німеччині — Christkind.

## Історія образу
Образ «Маленького Ісусика» був схвалений Мартіном Лютером під час церковної Реформації для того, щоб перешкодити популяризації образу голландського дарувальника Святого Миколая. Протягом XVI—XVII ст. багато європейських протестантів сприйняли ідею, запропоновану Лютером, і перенесли традиційну дату дарування подарунків з 6 грудня (день святого Миколая) на різдвяний Святвечір. Протягом XIX століття образ дарувальника Ісусика був сприйнятий в католицьких країнах, і водночас доволі швидко став замінюватися секуляризованою версією Святого Миколая, ' (Санта-Клаус, Вайнахтсман) у власне протестантських регіонах.

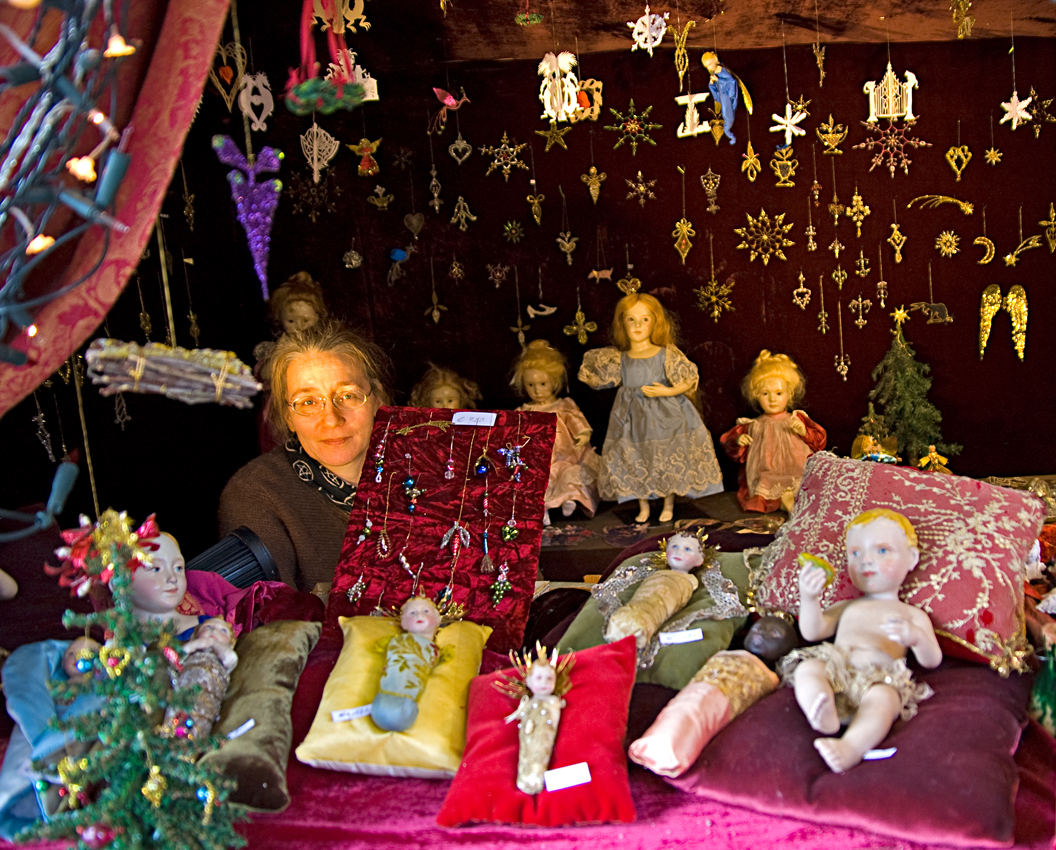
Іграшки у вигляді «Маленького Ісусика» в сувенірному магазині Мюнхена, Німеччина, 2008 рік

З 1990-х років у Німеччині образ «Дитятка Ісуса» масово витісняється персонажем Вайнахтсман (аналогом американського Санта-Клауса), що викликане рекламою і впливом масової культури, що популяризує образ Санти.
У Чехії на початку XXI століття виник ініціативний рух під гаслом «Врятуйте Маленького Ісусика», що бореться за національні різдвяні символи. Рух у 2011 році направив петицію до прем'єр-міністра країни, приурочену до Різдва, яку підтримало близько 30 000 чехів. Також активістами організовуються акції протесту в чеських містах з плакатами, на яких написано: «Ми пережили Діда Мороза — переживемо і Санта-Клауса».

## Опис традиції
«Дитятко Ісус» в ролі дарувальника подарунків зображується подібним ельфу, зазвичай зі світлими волоссям і ангельськими крилами. Влітає в кімнату через кватирку або лоджію. Іноді разом з Маленьким Ісусиком приходить Янгол, який і приносить подарунки. Діти ніколи не бачать дарувальника особисто, а батьки кажуть їм, що «Дитятко» не прийде, якщо діти спробують підглянути, хто поклав подарунки під ялинку. Діти можуть увійти в вітальню, де знаходиться Різдвяна ялинка, щоб розгорнути подарунки, тільки коли батьки скажуть, що Маленький Ісусик вже пішов. Інколи про те, що дарувальник вже пішов, повідомляє маленький дзвоник. Батьки або кажуть дітям, що самі його чули, або таємно дзвонить один із дорослих . В Україні традиція дарування подарунків Маленьким Ісусиком напередодні Різдва має поширення на Закарпатті.